# Лимб (религия)

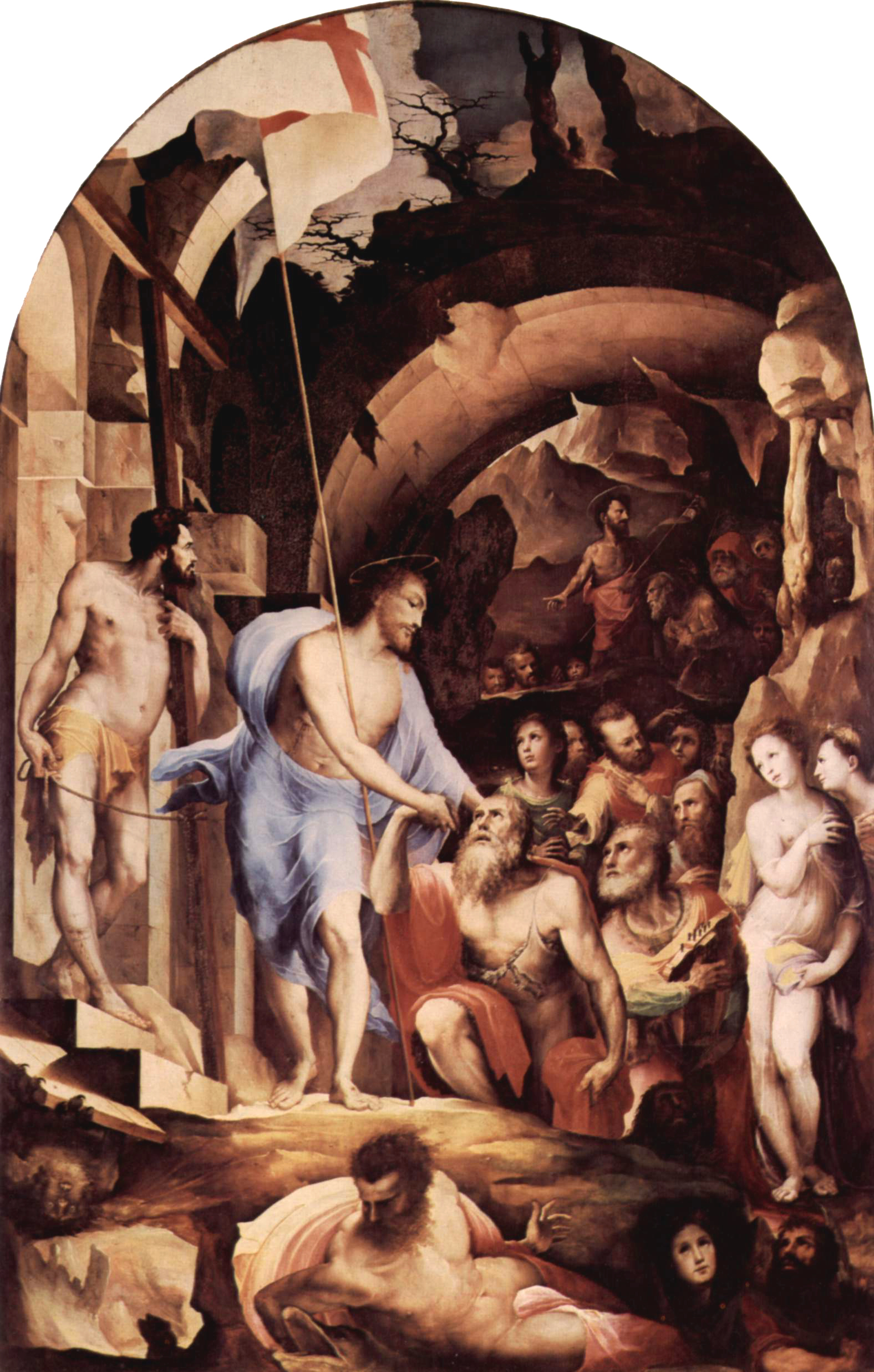
Доменико Беккафуми. Иисус в лимбе (1530—1535)

Лимб (лат. limbus — рубеж, край, предел) — термин, использовавшийся в средневековом католическом богословии и обозначавший состояние или место пребывания не попавших в рай душ, не являющееся адом или чистилищем.
Согласно представлениям о лимбе, в нём пребывают души тех, кто не заслужил ада и вечных мук, но не может попасть в рай по независящим от него причинам. Считалось, что в лимбе пребывают души добродетельных людей, умерших до пришествия Иисуса Христа (limbus patrum — лимб праотцов, то есть античных праведников), а также души некрещёных младенцев (limbus puerorum — лимб младенцев). Понятие о лимбе широко распространилось в западном богословии, начиная с XIII века.
В «Божественной комедии» Данте лимб — это первый круг ада, где вместе с некрещёными младенцами пребывают добродетельные нехристиане — философы, атеисты, поэты и врачи Античности, а также герои языческого мира.
О существовании места, которое можно было бы назвать лимбом, писали и некоторые Отцы Церкви. Так, в IV веке Григорий Богослов писал: «Иные не имеют возможности даже и принять дара [крещения] или по малолетству, или по какому-то совершенно независящему от них стечению обстоятельств… [Они] не будут у праведного Судии ни прославлены, ни наказаны; потому что, хотя и незапечатлены, однако же и не худы и больше сами потерпели, нежели сделали вреда. Ибо не всякий, недостойный наказания, достоин уже и чести; равно не всякий, не достойный чести, достоин уже наказания».
В 2007 году Международная теологическая комиссия с санкции Папы Римского Бенедикта XVI опубликовала документ «Надежда спасения некрещёных младенцев», в котором подвергла сомнению средневековую «теорию лимба», подчёркивая, что она была создана средневековыми богословами и не входила ни в какие догматические определения. Комиссия делала вывод о том, что учение о лимбе представляет «неподобающе ограничительный взгляд на спасение», в то время как Бог милосерден и «желает спасения всем людям».
В исламе аналогом лимба считается коранический термин аль-а‘раф («ограды»).